# John Scalzi
John Michael Scalzi II (ur. 10 maja 1969 r. w Fairfield) – amerykański pisarz, tworzący głównie na polu fantastyki naukowej. Laureat Nagrody Campbella dla najlepszego nowego pisarza (2006) oraz nagród Hugo i Locusa w 2013 roku za powieść Czerwone koszule, a także nagrody Locusa za powieść Upadające imperium w 2018 r. Wcześniej otrzymał także nagrody Hugo dla najlepszego pisarza-fana oraz za najlepszą książkę niefantastyczną.

## Życiorys
Scalzi urodził się i wychował na przedmieściach Los Angeles, uczęszczał na University of Chicago, gdzie jego wykładowcą był m.in. Saul Bellow. Na uczelni pełnił obowiązki rzecznika praw studenta, zajmował się także wydawaniem niezależnego czasopisma studenckiego „The Chicago Maroon”. Po ukończeniu studiów w 1991 r. rozpoczął pracę w gazecie „Fresno Bee”. W latach 1996–1998 pracował w serwisie America OnLine. Od tego czasu trudni się pisarstwem.
W latach 2010–2013 pełnił funkcję prezesa stowarzyszenia Science Fiction and Fantasy Writers of America.
Od 2001 mieszka z żoną, Kristine Ann i córką, Atheną Marie, w Bradford (Ohio).

## Twórczość
Jego debiutem powieściowym była Wojna starego człowieka (2005), nominowana rok później do nagrody Hugo. Podobnie zresztą jak, rozgrywające się w tej samej rzeczywistości, The Last Colony z 2007 i Zoe's Tale z 2008.
W 2006 został nagrodzony nagrodą Campbella dla najlepszego nowego pisarza. W 2008 otrzymał nagrodę Hugo dla najlepszego pisarza-fana, za publikacje swych utworów on-line – tym samym stał się pierwszym od 1970 autorem, który jednocześnie był nominowany w kategoriach dla pisarza fana i pisarza profesjonalnego (w 1970 był to Piers Anthony). W 2009 z kolei otrzymał nagrodę Hugo za najlepszą książkę niefantastyczną za Your Hate Mail Will Be Graded: Selected Writing, 1998–2008 – wybór wypowiedzi ze swego bloga. W 2013 jego powieść Czerwone koszule otrzymała nagrody Hugo i Locusa dla najlepszej powieści.
John Scalzi jest także autorem kilku książek non-fiction oraz od 1998 regularnym blogerem na swojej stronie scalzi.com. Prowadzi także swoje kolumny na łamach kilku czasopism. Od 2009 był konsultantem serialu Gwiezdne wrota: Wszechświat.

### Uniwersum Old Man's War
- Wojna starego człowieka (Old Man's War, 2005; wyd. polskie ISA, 2008)
- Brygady Duchów (The Ghost Brigades, 2006; wyd. polskie ISA, 2010)
- The Last Colony (2007)
- Zoe's Tale (2008)
- After the Coup (2008)
- The Human Division (2013)
- The End of All Things (2015)

### Cykl: The Interdependency
- Upadające imperium (The Collapsing Empire, 2017; wyd. pol. 2019)
- Imperium w płomieniach (The Consuming Fire, 2018; wyd. pol. 2020)
- Ostatnia Imperoks (The Last Emperox, 2020, wyd. pol. 2020)

### Inne powieści
- Agent to the Stars (2005)
- The Android's Dream (2006)
- Fuzzy Nation (2011)
- Czerwone koszule (Redshirts, 2012; wyd. polskie Akurat, 2014)
- Lock-In (2014)
- Head On (2018)
- Towarzystwo Ochrony Kaiju (The Kaiju Preservation Society, 2022; wyd. pol. 2024)
- Początkujący złoczyńca (Starter Villain, 2023; wyd. pol. 2024)
- The High Castle (w zapowiedziach)

### Książki non-fiction
- The Rough Guide to Money Online (2000)
- The Rough Guide to the Universe (2003)
- The Book of the Dumb (2003)
- The Book of the Dumb 2 (2004)
- The Rough Guide to Sci-Fi Movies (2005)
- You're Not Fooling Anyone When You Take Your Laptop to a Coffee Shop: Scalzi on Writing (2007)
- Your Hate Mail Will Be Graded: Selected Writing, 1998–2008 (2008)
- The Mallet of Loving Correction (2013)

### Opowiadania
- Questions for a Soldier (2005)
- The Sagan Diary (2007)
- How I Proposed to My Wife: An Alien Sex Story (2007)
- Boże Napędy (The God Engines, 2009; polskie wydanie: Kroki w nieznane 2010 wyd. Solaris)
- Judge Sn Goes Golfing (2009)